# Datum (Zeitschrift)
DATUM – Seiten der Zeit ist ein österreichisches Magazin, das seit 2004 herausgegeben wird. Das Heft erscheint zehn Mal jährlich, wobei für die Monate Juli/August und Dezember/Jänner eine Doppelausgabe herausgegeben wird. Aufgelegt werden 10.000 Stück.
Das Magazin erscheint im klassischen Zeitschriftenformat (21,6 mal 27,1 Zentimeter) in einem Umfang von 84 Seiten und wird auf nicht-glänzendem Normalpapier gedruckt. Vertrieben wird das Magazin vom Distributionsunternehmen PGV. Redaktionsleiterin ist seit September 2020 Elisalex Henckel. Zuletzt war sie Österreich-Korrespondentin der deutschen Tageszeitung Die Welt, davor Redakteurin bei nzz.at.

## Geschichte
Datum wurde von Klaus Stimeder und dem Finanzconsulter Johannes Weyringer mit der Ambition gegründet, eine Alternative zu den bislang am Markt erhältlichen Blättern zu bieten. Erklärtes Ziel von Datum war es, langfristig zum österreichischen Äquivalent von Zeitschriften wie The New Yorker und der Zeit zu werden.
Zusammen mit der Nullnummer des Magazins wurde im Mai 2004 auch der Redaktionsbeirat vorgestellt, der in beratender Funktion die junge Redaktion unterstützen sollte. Er bestand aus Michael Frank, dem Korrespondenten der Süddeutschen Zeitung in Wien, dem bekannten Seelsorger Georg Sporschill, sowie den renommierten österreichischen Journalisten Peter Huemer, Barbara Coudenhove-Kalergi und Anneliese Rohrer.
Anfangs wurde die Zeitschrift noch in der Wohnung des Chefredakteurs produziert, konnte sich aber bei Beobachtern und Kritikern bald einen Ruf als Qualitätsmedium erarbeiten. Die Neue Zürcher Zeitung bezeichnete Datum 2005 als »österreichische Trouvaille«, der Kolumnist Tyler Brûlé ernannte Datum im selben Jahr in der Financial Times zum „International best news magazine“. Als regelmäßige Kolumnisten konnten der Künstler Günter Brus und der Philosoph Franz Schuh gewonnen werden.
Im Jahr 2009 übergab Stimeder die Chefredaktion an den Journalisten Stefan Kaltenbrunner, 2010 verkaufte er schließlich seine Anteile an seinen Partner Weyringer, der wiederum eine Minderheitenbeteiligung an Stefan Kaltenbrunner weiterverkaufte. Im Jahr 2013 ging zunächst die Hälfte von Datum an die Medienbeteiligungsholding Medecco, gegründet vom ehemaligen Styria-Media-Group-Vorstand (später Red Bull Mediahouse und heute Verlagsgruppe News) Horst Pirker und dem ehemaligen Geschäftsführer der Tageszeitung die Presse, Reinhold Gmeinbauer. Im Jahr 2015 wurde Medecco alleiniger Eigentümer des Magazins.
Im Februar 2016 gab die Medecco bekannt, dass das Magazin Datum nicht mehr in das strategische Bild der Holding passe, die sich auf „spitz positionierte“ Titel konzentrieren wolle. Der Journalist Stefan Apfl, der die Chefredaktion erst im November 2015 von Kaltenbrunner übernommen hatte, kaufte daraufhin im Rahmen eines sogenannten Asset Deals die Titelrechte und die Abonnentendatei von Datum, und kündigte an, Datum eine Zukunft ermöglichen zu wollen.
Mit 8. Oktober 2016 erscheint nach mehrmonatiger Pause die erste Ausgabe von Datum vom neu gegründeten Satzbau Verlag. Davor waren zu je einem Drittel die Monopol Medien GmbH und Ex-LIF-Chef Alexander Zach als Investoren eingestiegen.
Am 4. Mai 2018 wurde bekannt, dass der Zeitverlag eine Kooperation mit Datum auf dem Leser- und Werbemarkt anstrebt. Herausgeber von Datum wird zudem der bisherige Verlagsrepräsentant des Zeitverlags, Sebastian Loudon.
Im März 2021 steigt Alexander Zach als Geschäftsführer aus, Herausgeber Sebastian Loudon hält künftig 90 Prozent an der Satzbau GmbH.

## Inhalt
Die inhaltliche Ausrichtung des Magazins ist multithematisch, neben Reportagen oder Analysen zur Innenpolitik finden sich in jeder Ausgabe auch außenpolitische Reportagen sowie mehrseitige Bildstrecken. Im Ressort Lebensarten werden gesellschaftliche oder kulturelle Themen behandelt. Eine bekannte wiederkehrende Rubrik war ein monatliches Interviewformat, das zunächst von Michael Fleischhacker, später von Sibylle Hamann und danach von Claudia Unterweger geführt wurde. Ehemalige Kolumnisten sind unter anderem Rainer Nowak und die Autorin Katja Kullmann.
In der deutschen Presse wurde aus Datum etwa eine investigative Recherche aus dem Jahr 2014 breit zitiert, wonach große deutsche Unternehmen mit gefälschten Postings versuchen, die öffentliche Meinung zu manipulieren, einige Jahre zuvor ein Interview mit dem Journalisten Arpad Hagyo zitiert, der für die Zeitung Österreich während eines Banküberfalls ein Telefoninterview mit dem Bankräuber führte. Auch über die Aufdeckung einer Aktion der Künstlergruppe Haben wir denn keine anderen Sorgen, die mit einem fingierten Briefwechsel zu Gipfelkreuzen den Populismus in Österreich bloßstellen wollte, wurde berichtet.

## Preise und Auszeichnungen
Seit seiner Gründung erhielt Datum zahlreiche nationale und internationale Auszeichnungen und Nominierungen. Hier ist eine Auswahl davon aus den vergangenen 10 Jahren aufgeführt.

### 2015
- Österreichischer Zeitschriftenpreis für „Netzflüsterer“, von Stefan Apfl und Sarah Kleiner[19]
- 2015: Journalist des Jahres – Sonderpreis Qualität in der Nische[20]

### 2014
- Dr. Rudolf Bohmann-Preis für Nachwuchsjournalisten für „Der Himmel auf Erden“ von Christina Pausackl[21]
- Prälat-Leopold-Ungar-JournalistInnenpreis 2014 an Datum-Redakteurin Nina Brnada[22]

### 2013
- Österreichischer Zeitschriftenpreis für »Wie wir sterben wollen« von Thomas Trescher[23]
- Die besten Nachwuchsjournalisten 2013: Das Branchenblatt »Der Österreichische Journalist« wählte die Datum-Autoren Nina Brnada, Moritz Gottsauner-Wolf und Hanna Silbermayr unter die 30 besten Nachwuchsjournalisten in Österreich.

### 2012
- Redner- und Dialogpreis des deutschen Instituts für Zukunftspolitik für „Das Ende der Bescheidenheit“ von Anna Giulia Fink und Florian Skrabal,[24] sowie für „Steirische Mohikaner“ von Benedikt Narodoslawsky.[25]

### 2011
- Axel-Springer-Preis für „Glücklich ist tot“ von Gerald Drißner (erstmalige Auszeichnung eines Beitrags aus Österreichs)
- Journalist des Jahres: Sonderpreis für Innovation für Stefan Kaltenbrunner und Klaus Stimeder (auch 2005 und 2009 wurde Datum der Innovations-Sonderpreis zuerkannt)

### Sonstige Auszeichnungen
- Eine Jury des internationalen Magazinsymposiums Colophon in Luxemburg wählte Datum Ende des Jahres 2008 unter die 100 innovativsten Zeitschriften weltweit. In dieser Liste ist DATUM eines der wenigen textlastigen Magazine.[26]
- In den Jahren 2005, 2006, 2007, 2009 und 2011 wurde das Magazin zum beliebtesten heimischen Magazin der FM4-Hörerschaft gewählt.
- 2006 und 2007 ging je ein Sports Media Austria (Standesvertretung der österreichischen Sportjournalisten) Preis an Datum: an Gerald John für „Lichtgestalt“ (2006) und Helmut Neundlinger für „Wunderkind“ (2007).[27][28]
- Im Oktober 2007 erhielt Lukas Kapeller den Förderpreis für Jungjournalisten der Südtirol Marketing Gesellschaft für seine Reportage „Land der Löcher“.[29][30]

## Leserschaft
In regelmäßigen Abständen publiziert das Magazin von Meinungsforschungsinstituten erhobene Daten zur eigenen Leserschaft. Im September 2008 führte Datum zudem eine Leserbefragung durch. Demnach verfügen die Leser über eine überdurchschnittliche Bildung, ein überdurchschnittliches Haushalts-Netto-Einkommen und leben zum Großteil im Urbanen Bereich (84 Prozent). Außerdem sind 58 Prozent der Leser männlich, 70 Prozent zwischen 20 und 39 Jahren alt und 47 Prozent werden als „Entscheidungsträger und Führungskräfte“ bezeichnet. Eine Besonderheit ist die hohe Verweildauer, also die Zeit, die mit dem Lesen des Magazins verbracht wird: Durchschnittlich liest der Datum-Konsument 3,8 Stunden in dem Magazin, wobei 73 Prozent angeben, fast alle Seiten eines Heftes durchzublättern.
Datum wird bundesweit gelesen, mit 84 Prozent der Auflage in den österreichischen Ballungsräumen (Gemeinden über 5.000 Einwohner). Laut einer Umfrage von Peter Hajek Public Opinion Strategies.